# Müller Holding
Müller Holding Ltd. & Co. KG (Müller) è una catena di negozi al dettaglio con sede a Ulma in Germania, ma registrata a Londra, nel Regno Unito.
Müller vende i seguenti prodotti: profumi, giocattoli, prodotti multimediali, materie prime e lingerie, calze, parrucche, libri e farmaci da banco.

## Storia
Lo stilista di capelli Erwin Franz Müller fondò a Ulm il 5 marzo 1953 l'azienda, che fino al 1968 si occupava di sola farmacia e con sede a Monaco e Karlsruhe.
Nel 1976 con la costruzione di centri di stoccaggio e centri amministrativi a Ulm-Jungingen, l'azienda si specializzò negli attuali settori . Fra il 1980-85 sono state aperti 59 negozi.
Nel 1985 cambia il nome in Muller GmbH & Co. KG.. Fra il 1985-90 sono state aperte ulteriori 86 filiali, fra cui quella di Gotha, la prima nella Germania dell'Est.
Nel 2004 cambia il nome in Müller Ltd. & Co. KG. e la società viene registrata a Londra.
Nel 2010 la compagnia ha guadagnato 2,42 miliardi di euro.
Nel 2015 la società  conta in totale 718 negozi: 519 in Germania, 48 in Svizzera (attraverso l'acquisizione di Estorel ) , 66 in Austria, 35 in Ungheria, 11 in Spagna, 15 in Slovenia e 24 in Croazia.
La Müller ha più di 22.000 impiegati.